# Charles Taylor (filosof)
Charles Taylor (født 1931) er en canadisk filosof, der var professor ved McGill University i Montréal indtil 1998. Charles Taylor har blandt andet beskæftiget sig med etik og religion, og hans bog Modernitetens ubehag - autenticitetens etik er oversat til dansk. Hans bog A Secular Age betragtes gerne som et vigtigt perspektiv på det post-sekulære samfund. Ifølge Taylor er sekularisering et intellektuelt begreb, der ikke forklarer, hvorfor tro stadig er et anliggende for mange moderne mennesker.